# Kranichhaus Otterndorf
Das Kranichhaus Otterndorf in der niedersächsischen Samtgemeinde Land Hadeln, Gemeinde Otterndorf, Reichenstraße 3, Ecke Rathausplatz, im Landkreis Cuxhaven, stammt als Wohn- und Geschäftshaus sowie Speicher aus dem 17. bis 18. Jahrhundert. Aktuell (2024) wird es als Museum des alten Landes Hadeln genutzt.
Das Gebäude steht aus geschichtlichen, künstlerischen und städtebaulichen Gründen unter Denkmalschutz (siehe auch Liste der Baudenkmale in Otterndorf).

## Geschichte und Beschreibung
Otterndorf war der Hauptort des Landes Hadeln. 1400 erhielt er von Herzog Erich von Sachsen-Lauenburg das Stadtrecht.
Das nach der Wurtsiedlung zweite historische Zentrum – die Marktsiedlung – entstand im dritten Viertel des 16. Jahrhunderts. Zur Stadterweiterung nach Osten diente früh die Markstraße mit relativ gleichmäßig großen Parzellen. Der ehemalige Marktplatz wird heute von der Reichen- und der Marktstraße durchschnitten. Die Platzkreuzung besteht aus Rathaus im Nordwesten, Marktstraße 1 im Nordosten, Kranichhaus und Marktstraße 2 im Süden sowie Reichenstraße 2 im Westen, mit Häusern zumeist aus dem 16. und 17. Jahrhundert. Ab 1582 wurde hier Markt gehalten. Zur denkmalgeschützten Häusergruppe gehören Rathaus (1583), Kranichhaus (1696/1735/1764), Kaufhaus (1754) und neun weitere zumeist giebelständige Wohnhäuser (17. bis 19. Jh.).

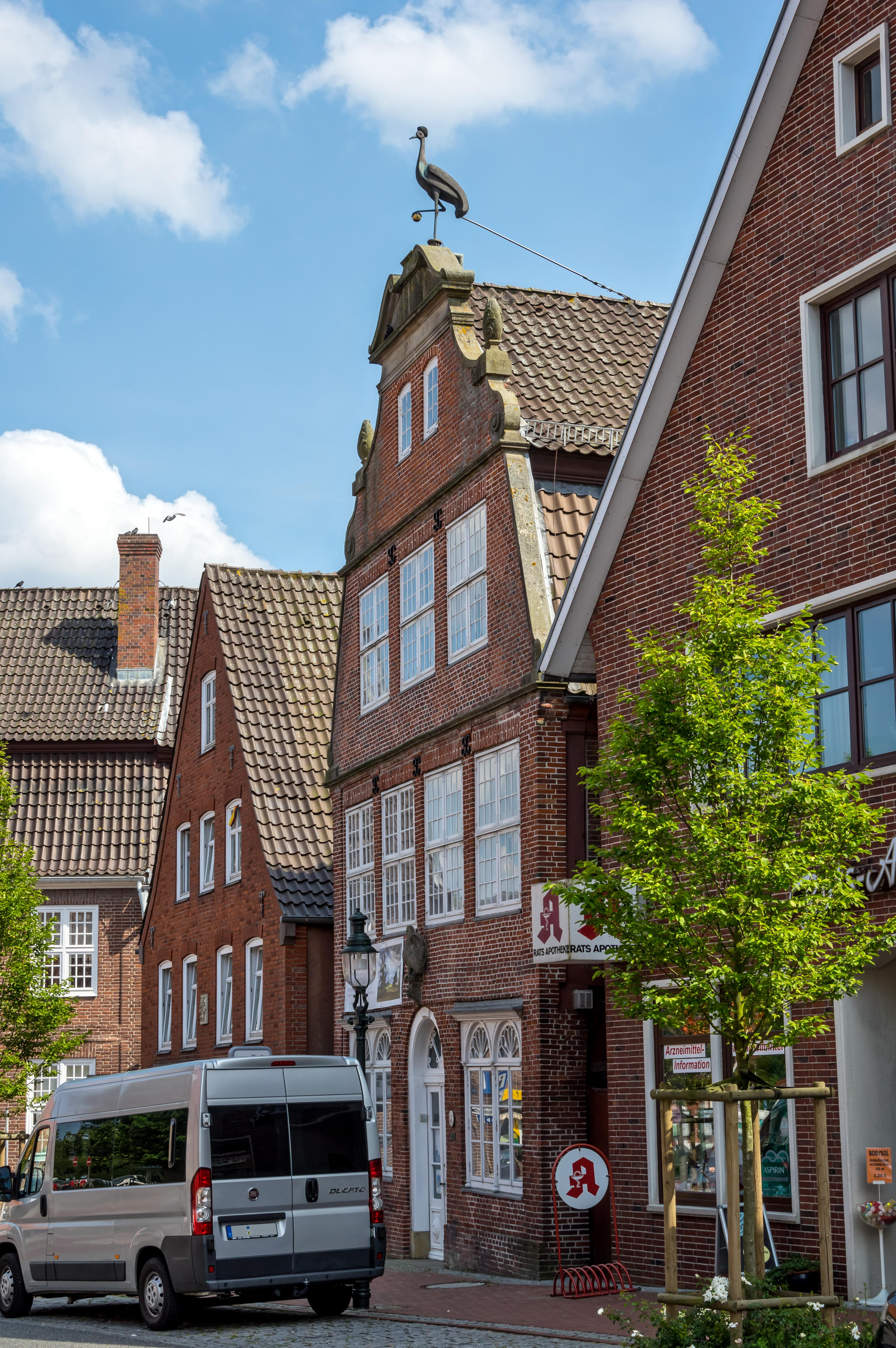
Häuserzeile

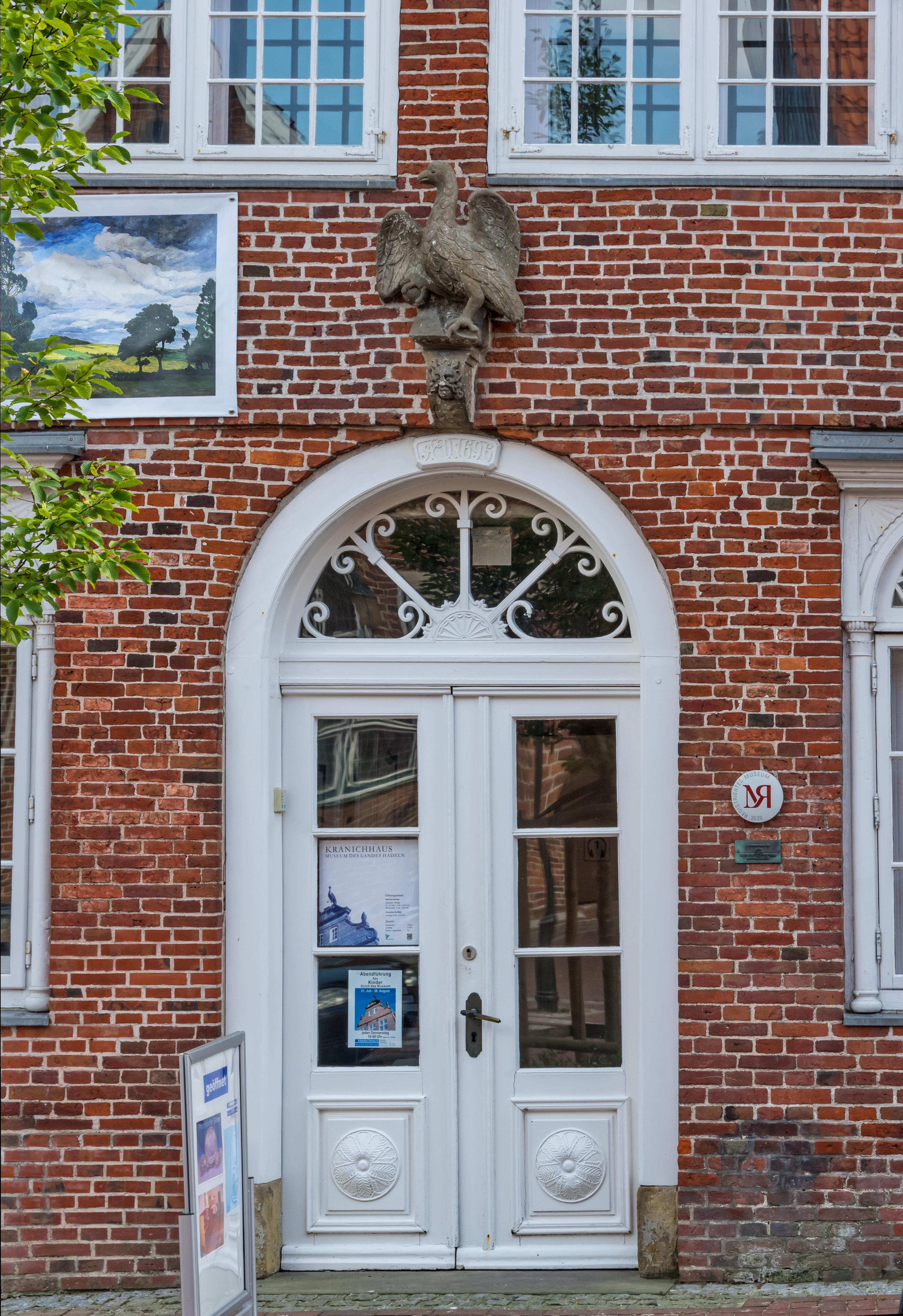
Portal und Skulptur

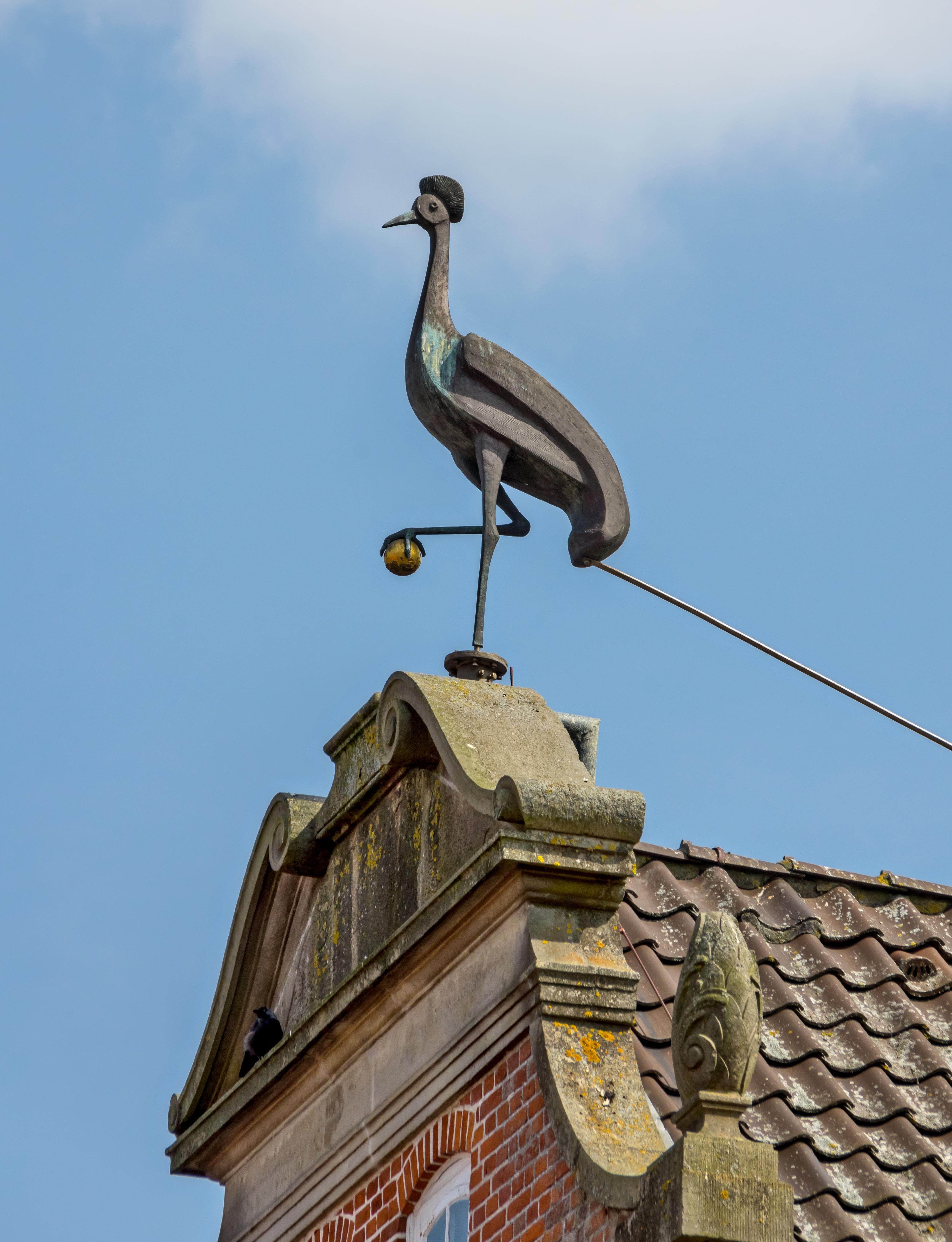
Der Kranich

Das zweigeschossige giebelständige Gebäude im Kern in Fachwerk und mit ziegelgedecktem Mansarddach (1764) wurde als Vorderhaus 1696, der Giebel 1764 (Inschriften) gebaut sowie der hintere große massive Speicher 1735 mit Walm- und Mansarddach sowie einem Dachhaus mit Giebeldreieck.
Der repräsentative barocke massive Backsteingiebel auf Sockel mit großen Ecklisenen, rundbogigem Portal und darüber eine Kranich-Plastik, drei geschossteilenden Gesimsen, zwei seitlichen Giebelblumen, zwei Voluten sowie Sandsteinschmuck im Giebeldreieck, hat einen aufgesetzte hölzernen mehrfach erneuerten Kranich. Den Giebel ließ Elisabeth Radiek, geb. Jacobsen (1714 bis 1788) errichten. Sie führte nach dem Tod ihres Mannes über 40 Jahre den Gewürz-, Salz- und Weinhandel im Kranichhaus.
Im Inneren des Vorderhauses befindet sich die große Diele mit barocken Verkaufsständen und das alte Kontor. Im großen Vorderzimmer des Obergeschosses ist eine Stuckdecke mit Darstellung der vier Jahreszeiten. Im 18. Jahrhundert ergänzten Seitenflügel das Gebäude.
Das Landesdenkmalamt befand u. a.: „… Das Bürgerhaus Reichenstraße 3 wurde im Kern 1696 als Fachwerkbau errichtet …“
Heute ist hier das Museum des alten Landes Hadeln untergebracht. Es zeigt das Leben auf dem Lande, die Geschichte des Wohnens bis um 1850. Es werden vor allem Szenarien und Gegenstände des großbäuerlichen und bürgerlichen repräsentativen Lebens ausgestellt.
Der namensgebende Kranich gilt als Symbol der Wachsamkeit.
Die Kranichhaus-Gesellschaft (400 Mitglieder) wurde 1957 gegründet, um zusammen mit dem Landkreis Cuxhaven das Haus zu erhalten. Sie engagiert sich bei der Ausstattung und Nutzung des Museums sowie des Archivs des Landkreises. Sie unterstützt die Forschungen und Veröffentlichungen zur Landeskunde und Denkmalpflege und initiiert Vorträge und Exkursionen.